# Jury (Wettbewerb)
Eine Jury [ˈʒyːri] oder Preisgericht ist ein Gremium, dessen Aufgabe es ist, unter den Bewerbern für einen Preis oder Auszeichnung den oder die Preiswürdigsten herauszufinden. Die Mitglieder des Gremiums werden als Juroren oder Preisrichter bezeichnet.
Die Zusammensetzung des Gremiums ist abhängig von der Art des Wettbewerbs und wird von der den Preis oder die Auszeichnung vergebenden Organisation bestimmt.
Bei klassischen Preisgerichten handelt es sich hierbei zumeist um staatliche Institutionen, Verbände, Akademien, Stiftungen, Verlage oder Vereine. Meist erfolgt die Vergabe jährlich und ist mit einem Geldbetrag, einer Medaille oder einem Stipendium verbunden. Preise gibt es auch in der Form des Förderpreises. Neben Leistungen des vergangenen Jahres werden auch länger zurückliegende Leistungen sowie das Lebenswerk des Preisträgers durch den Preis geehrt. Auch öffentliche Aufträge werden, besonders bei Bauvorhaben, oft in Form eines Wettbewerbs ausgeschrieben, bei denen ein Preisgericht darüber befindet, wer den Zuschlag erhält.

## Unterteilung
Zu unterscheiden sind Preisgerichte
- nach dem Sachgebiet, auf dem sie tätig sind (Kunst, Musik, Literatur, Film und Fernsehen, Wissenschaften, bürgerschaftliches oder politisches Engagement),
- nach der Art der Zusammensetzung
- nach dem Verfahren, in dem Preisträger ermittelt werden
- nach dem Kreis der Empfänger des Preises (internationale, nationale, regionale Preise)
- nach der Höhe des Preisgeldes bzw. dem Wert der Sachleistung und
- nach dem Renommee des Preises.

## Vorschriften
Rechtliche Vorschriften gibt es für Wettbewerbe im Zusammenhang mit öffentlichen Ausschreibungen, und zwar die „Grundsätze und Richtlinien für Wettbewerbe auf den Gebieten der Raumplanung, des Städtebaus und des Bauwesens (GRW 95)“ sowie die „Richtlinie des Europäischen Parlaments und des Rates über die Koordinierung der Verfahren zur Vergabe öffentlicher Bauaufträge, Lieferaufträge und Dienstleistungsaufträge“.
Eine Sonderform der „Auszeichnung“ stellen Negativpreise dar, indem sie das eigentlich positiv gemeinte Auszeichnungsverfahren ironisieren.